# Gonzalo Vargas
Gonzalo Vargas Abella (Montevideo, 22 settembre 1981) è un ex calciatore uruguaiano, di ruolo attaccante.

## Carriera

### Club
Ha giocato in passato per il Defensor Sporting (2002-2004), per il club argentino del Gimnasia La Plata (2005-2006) e per il Monaco.

### Nazionale
Ha giocato 10 partite in nazionale, mettendo a segno 3 reti e prendendo parte alla Copa América 2007.